# Ольха (древесина)
Ольха́ — древесина различных видов деревьев рода Ольха (лат. Alnus). В Европе главным образом используют древесину ольхи чёрной и реже — серой ольхи.
Согласно стандарту DIN 4076, кратким обозначением древесины чёрной и серой ольхи является сокращение «ER».

## Происхождение
В качестве ольховой древесины используется древесина чёрной ольхи (Alnus glutinosa) и серой ольхи (Alnus incana). Естественный ареал чёрной ольхи простирается практически по всей Европе до Кавказа и Сибири. Она не растёт в степных районах южной части европейской России, в южной Испании, в центральной и северной Скандинавии. Встречается в Северной Африке и Передней Азии. Естественный ареал серой ольхи меньше, она не встречается на юге и западе Европы, однако заходит дальше на север и восток, чем чёрная ольха.

## Оптические свойства
Ольха относится к породам древесины, у которых ядро и заболонь не различаются по цвету. Древесина красновато-белая, красновато-жёлтая до светлой красновато-коричневой, под воздействием света темнеет. Свежесрубленная древесина из-за окисления выглядит яркой оранжево-красной, но этот цвет пропадает при высушивании древесины. Древесина содержит большое количество тонких волокон, разбросанных вдоль пор. Древесные лучи выражены слабо и выглядят на поперечном разрезе как не бросающиеся в глаза пятна. Однако часто древесиные лучи соединены в линии и тогда различимы чётче. Границы годичных колец выражены слабо, однако на более плотной и менее пористой поздней древесины годичные кольца ясно видны. На древесине часто встречаются цветовые пятна. Древесина серой ольхи похожа на чёрную, но несколько светлее, с более тонкими волокнами и более блестящая.

## Свойства
Древесина ольхи мягкая и обладает однородной тонкой структурой. Её плотность составляет 550 кг/м³ при влажности от 12 до 15 %, таким образом, она относится к отечественным породам древесины средней тяжести. Древесина непрочная и неэластичная и по этим свойствам схожа с древесиной липы. Эта древесина неустойчива к гниению при наружном строительстве или при контакте с землёй, однако при использовании под водой показывает устойчивость на уровне древесины дуба. Ольха хорошо и быстро сохнет без склонности к короблению или растрескиванию, легко обрабатывается, пилится и строгается. Хорошо держит шурупы и склеивается, однако склонна раскалываться при забивании гвоздей. Поверхностная обработка — полирование, морение и лакировка не доставляет проблем. При влажном контакте с железом на древесине возникают серые пятна, а железо ржавеет. Также сильно древесина ольхи портится при контакте с цементом. В остальном эта древесина химически малоактивна.
Существуют различия между физическими и механическими свойствами древесины чёрной и серой ольхи. Древесина чёрной ольхи менее впитывает воду, плотнее, тяжелее и меньше коробится, чем древесина серой ольхи.

## Применение
Для большинства описанных случаев может быть использована древесина как чёрной так и серой ольхи. Серая ольха используется реже, так как редко достигает достаточных размеров и обычно имеет кривой ствол. Она вырастает прямым и сильным деревом с мощным стволом только при подходящих условиях, например в Прибалтике и Финляндии.
Эта древесина применяется для получения шпона, при изготовлении фанеры и древесно-стружечных плит, причём добавляется к другим породам, таким как сосна, ель и бук. Является хорошим сырьём для изготовления бумаги. Применяется в качестве топлива, а также для изготовления токарных изделий, игрушек и деревянной обуви. Ольха является качественным материалом для изготовления внутренних частей мебели и отделки интерьеров. Из-за способности хорошо принимать морилку ольха применяется для имитации ценных пород древесины, таких как вишня, грецкий орех, махагони, эбеновое дерево, и используется для реставрации мебели. Из ольхи делают упаковочные ящики и поддоны. Эту древесину используют при изготовлении форм для литья. Эта древесина находит использование также при изготовлении музыкальных инструментов, так из неё делают детали аккордеонов, корпуса качественных электрогитар, лютней и мандолин. Из этой же древесины изготавливают древесный уголь, который используется для рисования и в лабораторных целях. Кроме того ольха (опилки, стружка, щепа) используется в производстве продуктов питания холодного и горячего копчения (мясо, птица, рыба, сыр и др.). Преимуществом в копчении обладает древесина черной ольхи, так как она более плотна, что позволяет ей медленнее выгорать и давать более густой и насыщенный дым. Что является более экономически выгодным, так как расход сырья древесины ольхи черной требуется практически на 50% меньше на единицу продукции при одинаковой стоимости.
Благодаря своей стойкости под водой эта древесина хорошо подходит для подводного и подземного строительства. Поэтому раньше её часто применяли при изготовлении свай, ворот шлюзов, обшивок источников, колодезных срубов и водопроводов. Многие европейские поселения на сваях были построены из ольхи. В Венеции половина строений стоит на дубовых сваях, а половина — на ольховых.
Перед Первой мировой войной древесина ольхи была сырьём для чёрной металлургии Берлина, бывшей третьей по значению экономической отраслью столицы Германии. Древесина поступала из восточногерманских и восточноевропейских областей.